# 22621 Larrybartel
22621 Larrybartel è un asteroide della fascia principale. Scoperto nel 1998, presenta un'orbita caratterizzata da un semiasse maggiore pari a 2,7108892 UA e da un'eccentricità di 0,0725916, inclinata di 4,97130° rispetto all'eclittica.